# Brzeszcze (plaats)
Brzeszcze is een stad in het Poolse woiwodschap Klein-Polen, gelegen in de powiat Oświęcimski. De oppervlakte bedraagt 19,17 km², het inwonertal 11.807 (2005). Het is de zetel van de gemeente Brzeszcze.

## Verkeer en vervoer
- Station Brzeszcze Kopalnia